# 사랑 끝나버렸어
〈사랑 끝나버렸어〉(恋　詰んじゃった 코이 츤잣타[*])는 AKB48의 64번째 싱글이다. 타이틀 곡의 센터 포지션은 사토 아이리가 맡는다.

## 발매 배경
전작 〈컬러렌즈 윙크〉로부터 약 4개월 만의 싱글이다.

## 선발 멤버
- 굵은 글씨는 첫 선발

사랑 끝나버렸어
(센터 : 사토 아이리)
- AKB48정규 멤버: 무라야마 유이리, 무카이치 미온, 오구리 유이, 쿠라노오 나루미, 시타오 미우, 토쿠나가 레미, 치바 에리이, 타구치 마나카, 나가토모 아야미, 야마우치 미즈키, 오오모리 마호, 사토 아이리, 하시모토 에리코, 마사이 마유, 미즈시마 미유, 야마자키 소라
- AKB48연구생 : 아키야마 유나, 야기 아즈키